# Traralgon, Victoria
Traralgon, Victoria là một thành phố trong bang Victoria, Úc. Thành phố có dân số 21.960 người (năm 2006). Thành phố có cự ly cách thủ phủ bang Melbourne 161 km.

## Khí hậu
Thành phố có khí hậu đại dương (phân loại khí hậu Köppen Cfb). Đêm ở Traralgon thường lạnh hơn Melbourne khoảng 2 °C.
| Dữ liệu khí hậu của Traralgon           | Dữ liệu khí hậu của Traralgon | Dữ liệu khí hậu của Traralgon | Dữ liệu khí hậu của Traralgon | Dữ liệu khí hậu của Traralgon | Dữ liệu khí hậu của Traralgon | Dữ liệu khí hậu của Traralgon | Dữ liệu khí hậu của Traralgon | Dữ liệu khí hậu của Traralgon | Dữ liệu khí hậu của Traralgon | Dữ liệu khí hậu của Traralgon | Dữ liệu khí hậu của Traralgon | Dữ liệu khí hậu của Traralgon | Dữ liệu khí hậu của Traralgon |
| Tháng                                   | 1                             | 2                             | 3                             | 4                             | 5                             | 6                             | 7                             | 8                             | 9                             | 10                            | 11                            | 12                            | Năm                           |
| --------------------------------------- | ----------------------------- | ----------------------------- | ----------------------------- | ----------------------------- | ----------------------------- | ----------------------------- | ----------------------------- | ----------------------------- | ----------------------------- | ----------------------------- | ----------------------------- | ----------------------------- | ----------------------------- |
| Cao kỉ lục °C (°F)                      | 45.1 (113.2)                  | 46.3 (115.3)                  | 40.4 (104.7)                  | 35.0 (95.0)                   | 26.7 (80.1)                   | 23.5 (74.3)                   | 21.8 (71.2)                   | 26.8 (80.2)                   | 31.0 (87.8)                   | 35.1 (95.2)                   | 38.6 (101.5)                  | 42.2 (108.0)                  | 46.3 (115.3)                  |
| Trung bình ngày tối đa °C (°F)          | 26.2 (79.2)                   | 26.5 (79.7)                   | 24.4 (75.9)                   | 20.5 (68.9)                   | 16.9 (62.4)                   | 14.2 (57.6)                   | 13.6 (56.5)                   | 14.9 (58.8)                   | 16.9 (62.4)                   | 19.3 (66.7)                   | 21.6 (70.9)                   | 24.0 (75.2)                   | 19.9 (67.8)                   |
| Tối thiểu trung bình ngày °C (°F)       | 12.5 (54.5)                   | 12.7 (54.9)                   | 11.1 (52.0)                   | 8.5 (47.3)                    | 6.6 (43.9)                    | 4.4 (39.9)                    | 3.7 (38.7)                    | 4.3 (39.7)                    | 5.8 (42.4)                    | 7.4 (45.3)                    | 9.4 (48.9)                    | 11.1 (52.0)                   | 8.1 (46.6)                    |
| Thấp kỉ lục °C (°F)                     | 1.8 (35.2)                    | 1.9 (35.4)                    | 1.9 (35.4)                    | −0.5 (31.1)                   | −2.6 (27.3)                   | −3.6 (25.5)                   | −4.8 (23.4)                   | −3.4 (25.9)                   | −2.1 (28.2)                   | −2.3 (27.9)                   | 0.6 (33.1)                    | 1.7 (35.1)                    | −4.8 (23.4)                   |
| Lượng Giáng thủy trung bình mm (inches) | 50.1 (1.97)                   | 39.2 (1.54)                   | 43.9 (1.73)                   | 57.1 (2.25)                   | 51.6 (2.03)                   | 58.4 (2.30)                   | 66.4 (2.61)                   | 62.9 (2.48)                   | 78.4 (3.09)                   | 72.8 (2.87)                   | 75.0 (2.95)                   | 68.6 (2.70)                   | 724.4 (28.52)                 |
| Nguồn:                                  |                               |                               |                               |                               |                               |                               |                               |                               |                               |                               |                               |                               |                               |